# 武若丸
武若丸（たけわかまる、5月24日 - ）は、日本のイラストレーター・漫画家。広島県出身。
男性向けではののるみあ名義を使用しているほか、一般向けでは別名義に蜂若丸も使用している。
漫画連載以外にライトノベルの挿画やアンソロジーコミックに参加。
さらには同人誌も発刊している。

## 作品一覧

### 漫画
- 紅蓮紀（コミック百合姫連載 / 一迅社）既刊3巻
- S×Mぷらす執事（ぷら@ほ～む連載 / ホーム社/原作：木原浩勝・シナリオ：神楽坂淳/連載時は武シゲ名義[5]）
  - ISBN 978-4-8342-3220-2
- 禁欲天使（リイドカフェ連載/リイド社）未単行本化

#### 蜂若丸名義
- のの子さんの彼女くん♂（ツイシリ連載/講談社）
  1. ISBN 978-4-06-524499-9
  2. ISBN 978-4-06-526464-5

#### ののるみあ名義
- よい娘（コ）のおもちゃ箱 ISBN 978-4-86252-492-8 （コアマガジン）

### 挿画
- ヒドラ-HYDRA- 全2巻（吉田茄矢著、富士見ミステリー文庫、2006年）
- 禁断*ドール -西洋館クリニックのカルテ-（斎王ことり著、B's-LOG文庫、2008年）
- 公爵様の花嫁 トワイライト・ロマンス（真朝ユヅキ著、コバルト文庫、2008年）
- 夢想いの人形姫 トワイライト・ロマンス（真朝ユヅキ著、コバルト文庫、2009年）
- 魔王子の花嫁（七海ユウリ著、ティアラ文庫、2009年）